# Сіба-Далкай (Аризона)
Сіба-Далкай (англ. Seba Dalkai) — переписна місцевість (CDP) в США, в окрузі Навахо штату Аризона. Населення — 126 осіб (2020).

## Географія
Сіба-Далкай розташована за координатами 35°28′46″ пн. ш. 110°27′4″ зх. д. / 35.47944° пн. ш. 110.45111° зх. д. (35.479554, -110.451164).  За даними Бюро перепису населення США в 2010 році переписна місцевість мала площу 39,19 км², з яких 39,19 км² — суходіл та 0,00 км² — водойми.

## Демографія
Згідно з переписом 2010 року, у переписній місцевості мешкало 136 осіб у 48 домогосподарствах у складі 25 родин. Густота населення становила 3 особи/км².  Було 57 помешкань (1/км²).
Расовий склад населення:
| - 93,4 % — корінних американців - 6,6 % — білих |

До двох чи більше рас належало 0,0 %. Частка іспаномовних становила 3,7 % від усіх жителів.
За віковим діапазоном населення розподілялося таким чином: 22,1 % — особи молодші 18 років, 60,3 % — особи у віці 18—64 років, 17,6 % — особи у віці 65 років та старші. Медіана віку мешканця становила 40,5 року. На 100 осіб жіночої статі у переписній місцевості припадало 86,3 чоловіків;  на 100 жінок у віці від 18 років та старших — 82,8 чоловіків також старших 18 років.
Середній дохід на одне домашнє господарство  становив 35 000 доларів США (медіана — 28 750), а середній дохід на одну сім'ю — 37 726 доларів (медіана — 34 375). За межею бідності перебувало 33,9 % осіб, у тому числі 22,2 % дітей у віці до 18 років та 31,3 % осіб у віці 65 років та старших.
Цивільне працевлаштоване населення становило 23 особи. Основні галузі зайнятості: освіта, охорона здоров'я та соціальна допомога — 82,6 %, мистецтво, розваги та відпочинок — 8,7 %, сільське господарство, лісництво, риболовля — 8,7 %.